# 布內什蒂-阿韋雷什蒂鄉
46°50′N 27°58′E / 46.833°N 27.967°E
布內什蒂-阿韋雷什蒂鄉（羅馬尼亞語：Comuna Bunești-Averești, Vaslui），是羅馬尼亞的鄉份，位於該國東北部，由瓦斯盧伊縣負責管轄，面積67平方公里，2007年人口2,863，人口密度每平方公里43人，超過九成居民信奉東正教。